# Once Upon a Time: The Singles
Once Upon a Time: The Singles — альбом компіляція британського постпанк-гурту Siouxsie and the Banshees, був випущений, у грудні 1981, року на британському лейблі Polydor Records. В 2002, році журнал Q, поставив цей альбом на 7-ме місце в список «Найбільших альбомів, випущених жінками музикантами».

## Список композицій
1. Hong Kong Garden — 2:57
2. Mirage — 2:50
3. The Staircase (Mystery) — 3:08
4. Playground Twist — 3:04
5. Love in a Void — 2:31
6. Happy House — 3:51
7. Christine — 3:00
8. Israel — 4:57
9. Spellbound — 3:19
10. Arabian Knights — 3:09

## Чарти
| Чарт (1982–1983)                                     | Найвища позиція |
| ---------------------------------------------------- | --------------- |
| Нова Зеландія New Zealand Albums (Recorded Music NZ) | 16              |
| Велика Британія UK Albums (OCC)                      | 21              |

## Сертифікації
| Регіон                                             | Сертифікація | Продажі  |
| -------------------------------------------------- | ------------ | -------- |
| Велика Британія (BPI)                              | Золотий      | 100 000^ |
| ^відвантаження, що базуються лише на сертифікаціях |              |          |